# Refluxpárna
A refluxpárna a deréktől a fej felé ék alakot formáz, és az ék vastagabb végén a nyak és fej vonalát ívesen követő nyak- és fejtámasz van kialakítva.
A refluxpárna magyar találmány, amely a refluxbetegségbenszenvedők számára kíván segíteni.

## Más megoldási kísérletek
Az utóbbi években számos sikertelen próbálkozás történt olyan párna kialakítására, amely csökkenti a tüneteket vagy meggátolja a tünetek kialakulását. Ha csak a fejet emeljük meg több párnával, ez ronthat a helyzeten, mivel a nyelőcső görbül, így növekszik a nyomás a gyomorban, és a gyomorsav feláramlik a nyelőcsőbe. Emellett összepréselődik a tüdő, a légcső és nyelőcső, valamint a belső szervek is. Továbbá a kényelmetlen fejtartás miatt izomhúzódás alakulhat ki a nyakban.
Kézenfekvőnek látszik az az egyszerű megoldás, amikor egy egyszerű ék alakú párnát használnak. Ilyen például a kereskedelmi forgalomban jelenlévő reflux párna néven értékesített párnák többsége. Ezek a párnák azonban azért nem igazán jók, mivel ezen a párnán a fej és a nyak nincs alátámasztva, ezért a nyak az alvás során nem tud tehermentesedni. Így reggel arra ébredünk, hogy elaludtuk a nyakunkat. Az egyszerű ék alakú párnák további hátránya, hogy az ék alak miatt az alvás során a test folyamatosan lefelé csúszik, így a párna nem tudja meggátolni a sav visszaáramlását a nyelőcsőbe.
További próbálkozás szerint az ék alakú párnára egy másik párnát helyeznek, de mivel ez nincs rögzítve az alsó párnához, ezért az ékről könnyen lecsúszik, kiesik a fej alól, és így ugyanaz a probléma jelentkezik, hogy a sav visszafolyik a nyelőcsőbe. Helytelen megoldás ha egyszerre több párnát használunk a fejünk alatt és így próbáljuk felsőtestünket megemelni, mert az alvás során forgolódáskor a párnák szétcsúsznak és kiesnek a fejünk alól.

## A refluxpárna célja
A párna képes meggátolni a reflux betegségben szenvedők számára a savas gyomornedv nyelőcsőbe történő visszaáramlását és emellett használata kényelmes és pihentető alvást biztosít. A kitűzött célt, egy speciális kialakítású párnával valósították meg, amely a deréktől a fej felé ék alakot formáz és az ék vastagabb végén a nyak és fej vonalát ívesen követő nyak- és fej- támasz van kialakítva.

## Részei

### 1. Felső borítás
A párna hőmérséklet és súly érzékeny emlékező habszivaccsal van borítva, így tökéletesen alkalmazkodik a test alakjához. Ennek felülete 3 dimenziós masszázs kiképzésű.

### 2. Anatómiai párnaegység
A nyak és fej vonalát ívesen követő nyak- és fej-támaszból áll, alátámasztja és tehermentesíti a nyakat és a fejet az alvás során, és így nem következik be az izomhúzódás a nyakban. Továbbá nem engedi lecsúszni a testet az ékpárna aljára, így a test végig az alvás alatt az ékpárnán a vízszinteshez képest megemelve helyezkedik el. Ebben a testhelyzetben a savas gyomornedv nem áramlik vissza a gyomorból a nyelőcsőbe, vagyis a párna meggátolja a reflux betegség kialakulását. A speciális párna kellemes, pihentető és nyugodt alvást, tökéletes komfortérzetet biztosít állandó használata mellett is.

### 3. Fej zóna
Egy nagyobb testsűrűségű szivacsból áll, mely megtartja az anatómiai párnaegységet.

### 4. Váll zóna
Olyan módon van kialakítva, hogy a párna kényelmes legyen oldalfekvés esetén, biztosítja a váll besüppedését. Ez a zóna kisebb testsűrűségű szivacsból áll, mint a fej és derékzóna.

### 5. Derék zóna
Már a deréktól elkezdi egyenletesen emelni a felsőtestet.